# Landgericht Osterhofen
Das Landgericht Osterhofen war ein von 1838 bis 1879 bestehendes bayerisches Landgericht älterer Ordnung mit Sitz in Osterhofen im heutigen Landkreis Deggendorf. Die Landgerichte waren im Königreich Bayern Gerichts- und Verwaltungsbehörden, die 1862 in administrativer Hinsicht von den Bezirksämtern und 1879 in juristischer Hinsicht von den Amtsgerichten abgelöst wurden.

## Geschichte
Im Jahr 1838 wurde der Unterdonaukreis in Kreis Niederbayern umbenannt, aus dem der gleichnamige Regierungsbezirk hervorging. Die Kreishauptstadt wurde nach Landshut verlegt. Das Landgericht Vilshofen musste im Zuge dieser Verwaltungsreform seine westlichen Gemeinden an das neu eingerichtete Landgericht Osterhofen abtreten.
Anlässlich der Einführung des Gerichtsverfassungsgesetzes am 1. Oktober 1879 wurde das Amtsgericht Osterhofen gebildet, dessen Sprengel deckungsgleich mit dem vorhergehenden Landgericht Osterhofen war und somit aus den Orten Aholming, Aicha an der Donau, Altenmarkt, Anning, Buchhofen, Forsthart, Galgweis, Gergweis, Göttersdorf, Kirchdorf bei Osterhofen, Künzing, Langenamming, Langenisarhofen, Moos, Neusling, Neutiefenweg, Niedermünchsdorf, Niederpöring, Oberndorf, Oberpöring, Osterhofen, Ottmaring, Ramsdorf, Wallerfing und Wisselsing bestand.